# FC DE M4c.500
Die Reihe DE M4c.500 sind zweiteilige schmalspurige Dieseltriebzüge mit Zahnradantrieb der süditalienischen Ferrovie della Calabria (FC). Die von Stadler Rail hergestellten Fahrzeuge verkehren auf der Strecke Catanzaro Città–Catanzaro Lido.

## Beschreibung

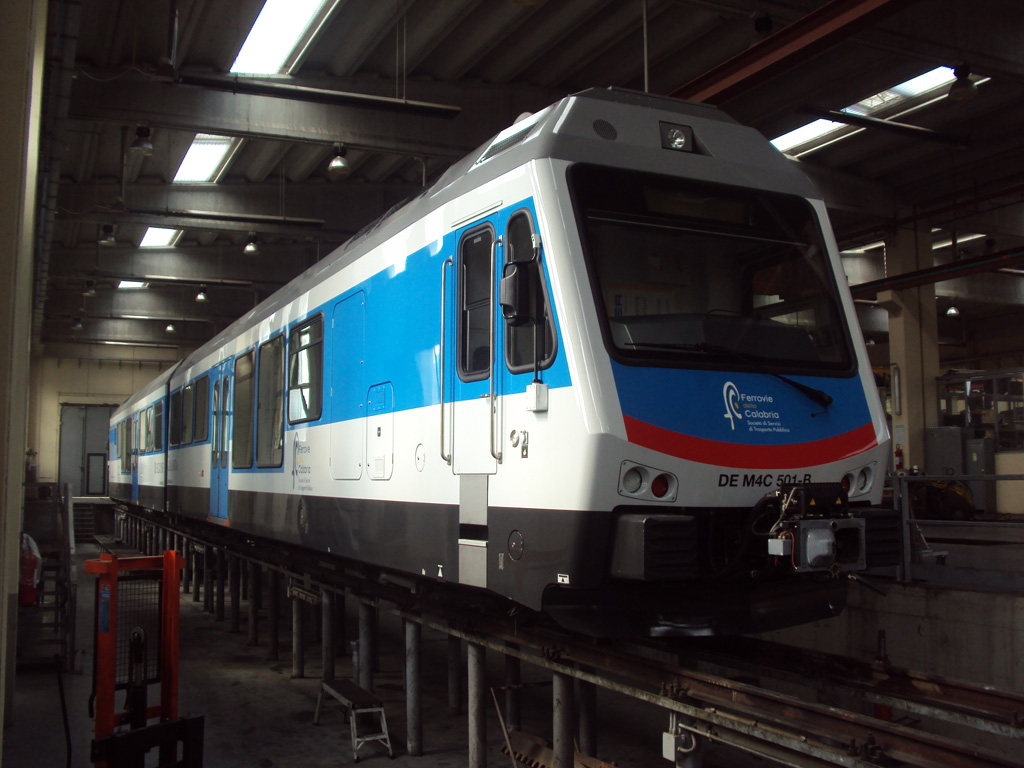
Triebzug DE M4c.501 in der Wertkstätte Cosenza

In den Jahren 2009 und 2010 lieferte der schweizerische Zahnradspezialist Stadler Rail fünf zweiteilige diesel-elektrische Triebzüge mit kombinierten Zahnrad- und Adhäsionsantrieb zum Preis von 22 Millionen Euro. Die Triebzüge mit der Bezeichnung DE M4c.501–505 bestehen aus zwei kurzgekuppelten, klimatisierten Triebwagen mit insgesamt 104 Sitzplätzen und sind mit einem Fahrgastinformationssystem ausgestattet. Ein Teil des Fahrgastraums ist niederflurig angeordnet, was den Reisenden das Ein- und Aussteigen erleichtert.  Auf dem Zahnstangenabschnitt dürfen die Triebzüge mit einer Geschwindigkeit von 22 km/h verkehren. Jeder Zugteil ist mit einem Sechszylinder-Cummins-Dieselmotor von 395 kW Leistung ausgerüstet. Zwei Kompositionen können vielfachgesteuert verkehren.
Zwei weitere Triebzüge wurden nachbestellt und 2020 ausgeliefert.

## Adhäsionsfahrzeuge
2021 bestellte die Ferrovie della Calabria vier weitere zweiteilige dieselelektrischen Züge mit 100 Sitzplätzen. Im Gegensatz zu den DE M4c.500 sind sie nur mit Adhäsionsantrieb ausgestattet und können auf dem kurzen Zahnstangenabschnitt zwischen Catanzaro Lido und Catanzaro Città nicht verkehren.